# Droißingerwald
Koordinaten: 48° 3′ 40″ N, 14° 17′ 55″ O
Der Droißingerwald ist ein Waldgebiet bei Sierning in Oberösterreich.

## Lage und Landschaft
Der Droißingerwald ist einer der größeren Waldreste im außeralpinen Traunviertel. Er liegt im Traun-Enns-Riedelland nordwestlich von Sierning, im Gemeindegebiet von Sierning und Schiedlberg, auf um die 400 m ü. A.
Der Wald erstreckt sich über knapp 3 Kilometer Nordost nach Südwest von Droißendorf und Oberbrunnern bis nach Hilbern. Er umfasst den Riedel der Talungen des obersten Ipfbachs und des St. Marienbachs, einem westlichen Nebenfluss des ersteren. An seinem Westende greift er auch in den Graben des Seilerbachs (Vallabach) aus, der dann über Schiedlberg zur Krems geht.

## Geschichte
Der Droißingerwald gehört zu dem schon 777 erwähnten Waldgebiet zwischen Dietach und Sierning, der zur Slawendekanie gehörte. Noch bis in das 18. Jahrhundert sah man ihn als Teil des Hametwalds, der heute südlich durch die Auslichtungen bei Unterhilbern und Hilbern getrennt ist, und nannte ihn Unteren Hametwald.

## Natur und Wasserwirtschaft
Der Wald ist ein weitgehend zusammenhängender Nutzforst, der nur durch die Schiedlberger Straße (L1372, Sierning – Schiedlberg), und ganz am Rand zwei Gemeindestraßen (Droißendorfstraße, Rohrstraße nach Hilbern) zerschnitten wird.
Der Wald soll als Wasserschongebiet (Hametwald-Droißingerwald) ausgewiesen werden, am Südostrand bei Paichberg liegt ein Wasserschutzgebiet (Sierning/Paicherg), und er gilt als Erschließungsareal für die weitere Versorgung des unteren Steyrtals.